# キン (トキ)
キン（1967年頃 - 2003年10月10日）は、最後の日本産のトキ。メスであることから当初はトキ子と呼ばれていたが、後に地元の愛鳥家で農家の宇治金太郎の一部を取ってキンと名付けられた。

## 捕獲からその死まで
キンは、新潟県佐渡郡の真野町で宇治金太郎により餌付けされていた。トキは非常に警戒心が強くストレスに弱い生物であるが、キンは宇治金太郎だけには懐いていた。1968年3月、環境行政の方針により同県の新穂村にある前年に完成した佐渡トキ保護センターの職員が宇治金太郎を使役してキンをおびき出し捕獲、センターにて飼育が開始された。
その後、1981年に当時佐渡島に生存していた全てのトキが捕獲され、キンとのペアリングも試みられたが、既に老齢のキンが卵を産むことはなかった。1995年4月にミドリが死亡するとただ一羽残された日本産最後のトキとなった。2003年10月10日の朝、ケージ内で死亡しているのが見つかった。死因は、突然飛翔してケージの扉に衝突したことによる頭部挫傷と見られる。推定36歳、キンをはじめ同施設で飼育された日本天然のトキは、寿命尽きるまで生存したケースは無い。
その臓器は全て冷凍保存されている。
1990年には、公共広告機構（現・ACジャパン）によって『たった2羽からの提言』という題で命への思いやりのなさを警告したCMが放送された。ナレーションは山田五十鈴。